# Llista de pel·lícules espanyoles del 2006
Llista de pel·lícules produïdes a Espanya l'any 2006.

## 2006
| 2006                      |                        |                                                                              |                    |                                                                                      |
| The Abandoned             | Nacho Cerdà            | Karel Roden                                                                  | Terror             |                                                                                      |
| Alatriste                 | Agustín Díaz Yanes     | Viggo Mortensen, Elena Anaya, Eduardo Noriega, Javier Cámara                 | Aventura           | Basat en la novela d'Arturo Pérez-Reverte Alatriste.                                 |
| Goya's Ghosts             | Milos Forman           | Javier Bardem, Natalie Portman, Stellan Skarsgård                            | Drama              | Basada en l'edat mitjana. En anglès.                                                 |
| El laberinto del fauno    | Guillermo del Toro     | Maribel Verdú, Sergi López, Ariadna Gil                                      | Drama/Fantasia     | Guanyador de 3 Oscars, 1 BAFTA                                                       |
| Azuloscurocasinegro       | Daniel Sánchez Arévalo | Antonio de la Torre, Quim Gutiérrez, Marta Etura                             | Drama              | Primera pel·lícula de Sánchez Arévalo.                                               |
| Reinas                    | Manuel Gómez Pereira   | Carmen Maura, Verónica Forqué, Mercedes Sampietro, Daniel Hendler, Paco León | Comèdia homosexual | Casament homosexual a Espanya.                                                       |
| Tirant lo Blanc           | Vicente Aranda         | Leonor Watling, Victoria Abril                                               | Història           |                                                                                      |
| Salvador (Puig Antich)    | Manuel Huerga          | Daniel Brühl, Leonardo Sbaraglia, Leonor Watling                             | Social, Political  | Basada en la vida del darrer presoner polític sota la dictadura de Francisco Franco. |
| Volver                    | Pedro Almodóvar        | Penélope Cruz, Carmen Maura, Lola Dueñas                                     | Drama              | Guanyadora d'un Goya.                                                                |
| Yo soy la Juani           | Bigas Luna             | Verónica Echegui, Dani Martín                                                |                    |                                                                                      |
| La noche de los girasoles | Jorge Sánchez-Cabezudo | Carmelo Gómez                                                                | Drama              | Guanyadora d'un Goya.                                                                |